# 靈丘公主
灵丘公主（1588年—1589年），名朱轩姚，明朝公主，明神宗第六女，母亲是皇贵妃郑氏。
万历十六年八月甲午出生，万历十七年五月庚申薨，不足一岁。，和四个姐姐仙居公主、静乐公主、云梦公主、云和公主一起葬在金山。